# Menachem Rubin
Menachem Rubin (ur. w 1894 w Adamowie, zm. 18 czerwca 1962 w Nowym Jorku) – polski aktor, śpiewak, reżyser żydowskiego pochodzenia. Dyrektor Yiddish Art Theatre.

## Życiorys
Menachem Rubin urodził się w 1894 roku w Adamowie niedaleko Warszawy, w znanej łódzko-warszawskiej muzycznej rodzinie. Początkowo śpiewał w chórach różnych kantorów. W 1912 roku w teatrze Juliusza Adlera i Nachuma Lipowskiego. Występował na scenach rosyjskich i żydowskich w Rosji. Po wybuchu I wojny światowej został zmobilizowany do armii rosyjskiej, z której zdezerterował i dostał się do Berlina. Po wybuchu rewolucji październikowej powrócił do Rosji i został komisarzem kilku trup teatralnych m.in. w Moskwie. Następnie został komisarzem żydowskiego teatru w Kijowie. Przez kilka następnych lat koncertował z Clarą Young. W 1927 roku wraz z Juliuszem Adlerem występował w Otellu wystawianym w Homlu. W 1929 roku wystąpił w sztuce „Stempenyu” Szolema Alejchema wystawianej w Rydze oraz w sztuce „200 000”. Występował gościnnie w Kownie, m.in. w operetce Bajadera. Otrzymał zaproszenie na koncerty w Buenos Aires. W styczniu 1930 roku wystawił „200 000” Sholema Alejchema w Łotewskim Teatrze Państwowym z Amatanem Breditem w roli głównej.
Piastował funkcję dyrektora Teatru Żydowskiego w Krakowie. W 1930 roku grał w Teatrze Nowości w Warszawie.
Na początku lat trzydziestych XX wieku wyjechał do Stanów Zjednoczonych. Za oceanem występował w Parkway Theater na Brooklynie, a następnie w Public Theater w Nowym Jorku. Przed wybuchem II wojny światowej gościnnie grał w Polsce, m.in. w 1937 roku Teatrze Nowości w Warszawie.
W 1938 roku odbył tournée po Argentynie. Po powrocie do Stanów Zjednoczonych występował w Folks Theatre, Yiddish Art Theatre. W latach 1950–1952 odbył dwie trasy koncertowe po Stanach Zjednoczonych i Kanadzie. Wystąpił w około 70 miastach. W 1954 roku grał gościnnie w Izraelu.
Zmarł w 1962 roku w Nowym Jorku. 

## Życie osobiste
W 1922 roku zawarł związek małżeński z Ritą Draguńską. Mieli syna Leonida.